# Filmfotograf
En filmfotograf er den person der optager filmen under indspilningen. Filmfotografen arbejder inden for alle filmgenrer og benytter flere teknikker. Både celluloid- og digitalfilm, spillefilm, tegnefilm, kortfilm, filmserier novelle- og eksperimentalfilm, reklamefilm, dokumentarfilm. Filmfotografen og filminstruktøren arbejder meget tæt sammen fra start til slut. Før produktionen af en film i den indledende planlægningsfase vurderer filmfotografen den tekniske og økonomiske del af billedsiden. Fotografen skal også vurdere råfilmsmateriale, lyssætning og billedvinkler og den overordnede stil. 
Filmfotografen skal sammen med filminstruktøren, en filmklipper og evt. en scenograf udvikle en drejebog. Drejebogen er en bog bestående af hver eneste scene i hele filmen der er gennemgået systematisk. Her er truffet valg om vinkler, lyssætning, optagelsessted, lyd osv. Under præproduktionen foregår casting’en også – altså en prøvefilmning med de udvalgte skuespillere.
Når indspilningstidspunktet nærmer sig skal filmfotografen lave en produktionsplan i samarbejde med filmens producer og produktionsleder. De planlægger selve indspilningen hvor tager de tekniske og økonomiske rammer der er blevet sat i betragtning. Produktionsplanen fortæller f.eks. også hvilken rækkefølge scenerne skal optages i. Scener med de samme skuespillere, eller med de samme optagelsessted bliver som regel optaget lige efter hinanden – uafhængigt af filmens tidslinie. 
Indspilningen af filmen er filmfotografens primære opgave. Det er her at filmfotografen virkelig skal kunne leve op til selve filmprocessen, samt her at han skal udfolde sin kreativitet og kendskab til den. Han skal optage de billeder, der så senere skal klippes sammen af filmklipperen, til den endelige historie. Optagelserne foregår i tæt samarbejde imellem filminstruktøren, indspilningslederen og på basis i drejebog og skudliste. 
Under indspilningen ses dagligt optagelserne igennem af filminstruktøren og filmfotografen. Efterarbejde, eller postproduktionen, foregår med en masse laboratoriearbejde. Her er det filmfotografens opgave at stå for filtersætningen, som juster farverne så der er den samme farveholdning i hele filmen. Hvis der er tale om en sort-hvid-film, så sikrer han at tætheden og kontrasten er ensartet. Filmfotografen laver også rulletekster, specielle effekter etc. i denne fase. Postproduktionen indeholder også indlæggelse af baggrundslyd (effekter såvel som stemningsmusik), og her finpudser man filmen så den til sidst kan komme til distribution.
I øvrigt består Filmfotografens hold også af en B-fotograf, eller fotografassistent, en belysningsmester, en belyser (evt. belysningsassistent), en grip og gripassistent, en loader.
- Indendørs optagelse
- Udendørs optagelse
- Filmkamera